# Janet Hubert-Whitten
Janet Louise Hubert-Whitten (Chicago, Illinois, 13 de enero de 1956) es una actriz de cine y televisión estadounidense. Es más conocida por su papel en comedia de televisión El Príncipe de Bel-Air (The Fresh Prince of Bel-Air) como el personaje original de Vivian Banks de 1990 a 1993. 
Se desvinculó del programa televisivo por una inadecuada propuesta contractual que se le intentó realizar al quedar embarazada. El embarazo de Janet y el nacimiento de su bebé en la vida real se acomodaron en la trama para compaginar la situación. 
Tras interesarse en proyectos diferentes en la tercera temporada de The Fresh Prince of Bel-Air, el personaje de Janet fue remplazado por Daphne Maxwell Reid hasta el final de la serie. De acuerdo con Will Smith, la estrella del show, ambos tenían dificultades trabajando juntos, las cuales fueron total, sincera y emotivamentemente superadas, tras más de 25 años después, en la reunión del elenco de la comedia de TV.

## Otras interpretaciones
Hubert también apareció en 2002 en un episodio de Friends como la jefa de Chandler (Matthew Perry). También interpretó a Tantomile en las primeras representaciones del musical de Broadway Cats.
En 2005, comenzó a interpretar el papel de Lisa Williamson, la madre de la abogada Evangeline Williamson (Renee Goldsberry) en la telenovela One Life to Live. El personaje ha hecho ocasionales apariciones desde entonces.
También se destaca su actuación como la madre de Michel Gerard de la comedia televisiva Gilmore Girls.

## Vida personal
Su hijo Isaac Elías Whitten nació en marzo de 1993.
Janet Hubert sufre de osteoporosis y es la embajadora de la Fundación Nacional de Osteoporosis. Actualmente reside en Montclair, Nueva Jersey.